# نهر كوا (كاليدونيا الجديدة)
نهر كوا هو نهر في كاليدونيا الجديدة. تبلغ مساحة مستجمعه المائي 195 كيلومتر مربع. 

## أنظر أيضا
- قائمة أنهار كاليدونيا الجديدة